# Tom Johnson (Boxer, 1750)
Tom Johnson (* 1750 in Derby, Derbyshire, England; † 21. Januar 1797 in Cork, County Cork, Irland) war ein englischer Boxer in der Bare-knuckle-Ära. 
Er war ein Boxer mit Geschicklichkeit, verblüffender Schlagkraft, Temperament, Mut und Ehrgeiz.
Im Jahre 1985 wurde Johnson in die Ring Boxing Hall of Fame  aufgenommen und im Jahr 1995 in die International Boxing Hall of Fame.